# Spiagge settentrionali

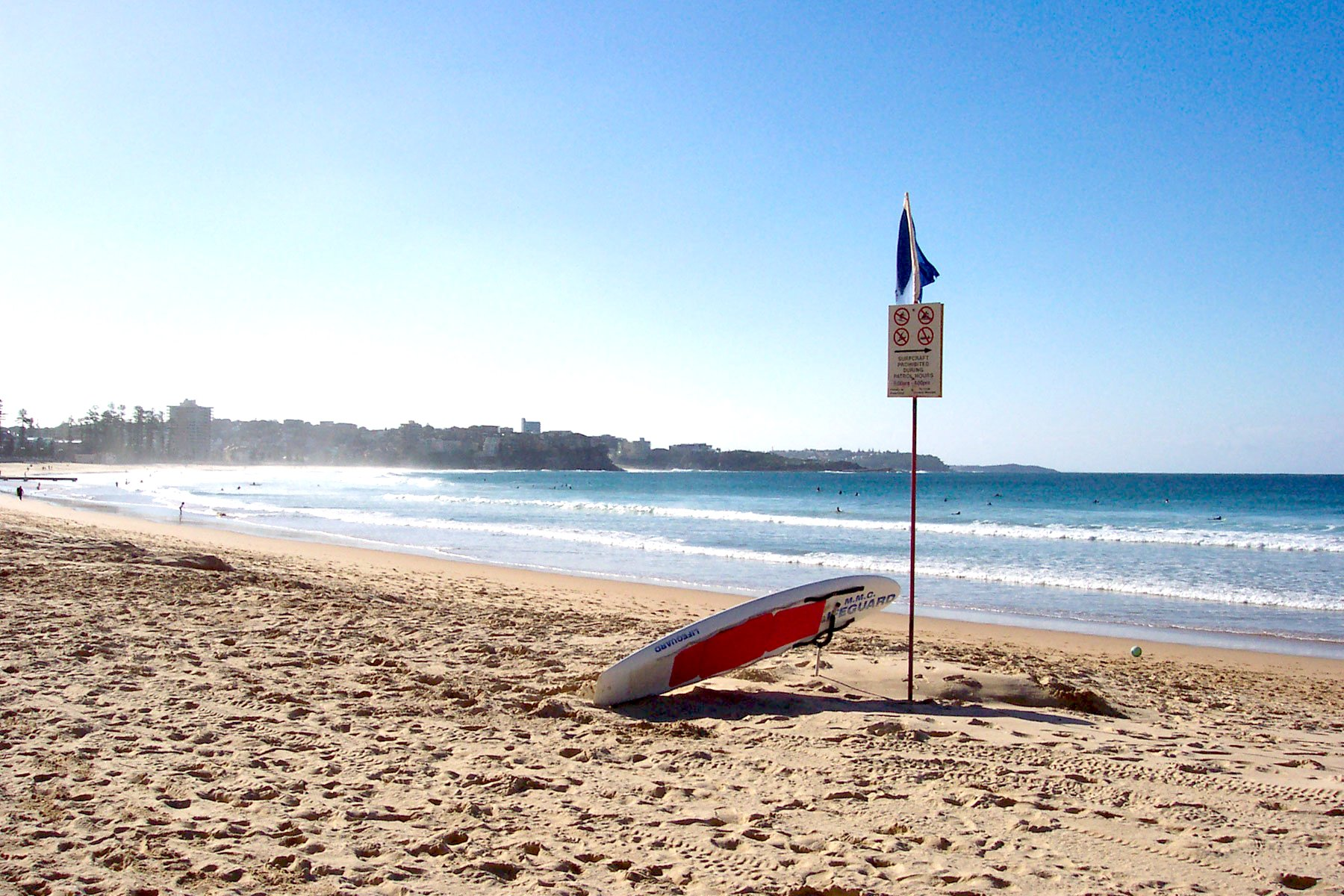
Manly beach

Le Spiagge settentrionali (in inglese: Northern beaches) sono un'area nell'area costiera settentrionale di Sydney (Australia). Quest'area si estende a sud all'entrata di Port Jackson (Porto di Sydney), a ovest fino a Middle Harbour e a nord all'ingresso di Broken Bay (Baia Broken).
Il distretto di Northern Beaches è di solito considerata essere un'area della suddivisione statistica di Northern Beaches, che comprende interamente le aree di governo locale di Manly, Warringah e Pittwater. Il censimento australiano del 2011 conferma di essere il distretto più mono-etnico e bianco della Grande Sydney e dintorni, in contrasto con i quartieri limitrofi, il North Shore e la Costa Centrale.
Il distretto è conosciuto anche per la sua cultura basata sul consumo di bevande alcoliche, sui surfisti e le sue spiagge. Poiché non è percorsa da una linea ferroviaria, per ovviare all'aumento della congestione del traffico si è sviluppata una rete di bus, tra cui la linea L88 e la linea L90.

## Warringah
I sobborghi del distretto di Northern Beaches all'interno del Municipalità di Warringah sono:
- Allambie Heights
- Beacon Hill
- Belrose
- Brookvale
- Collaroy
- Collaroy Plateau
- Cottage Point
- Cromer
- Curl Curl
- Davidson
- Dee Why
- Duffys Forest
- Forestville
- Frenchs Forest
- Freshwater
- Ingleside
- Killarney Heights
- Manly Vale
- Narrabeen
- Narraweena
- North Balgowlah
- North Curl Curl
- North Manly
- Oxford Falls
- Queenscliff
- Terrey Hills
- Wheeler Heights

## Manly
- Balgowlah
- Balgowlah Heights
- Clontarf
- Fairlight
- Manly
- North Manly
- Seaforth

## Pittwater

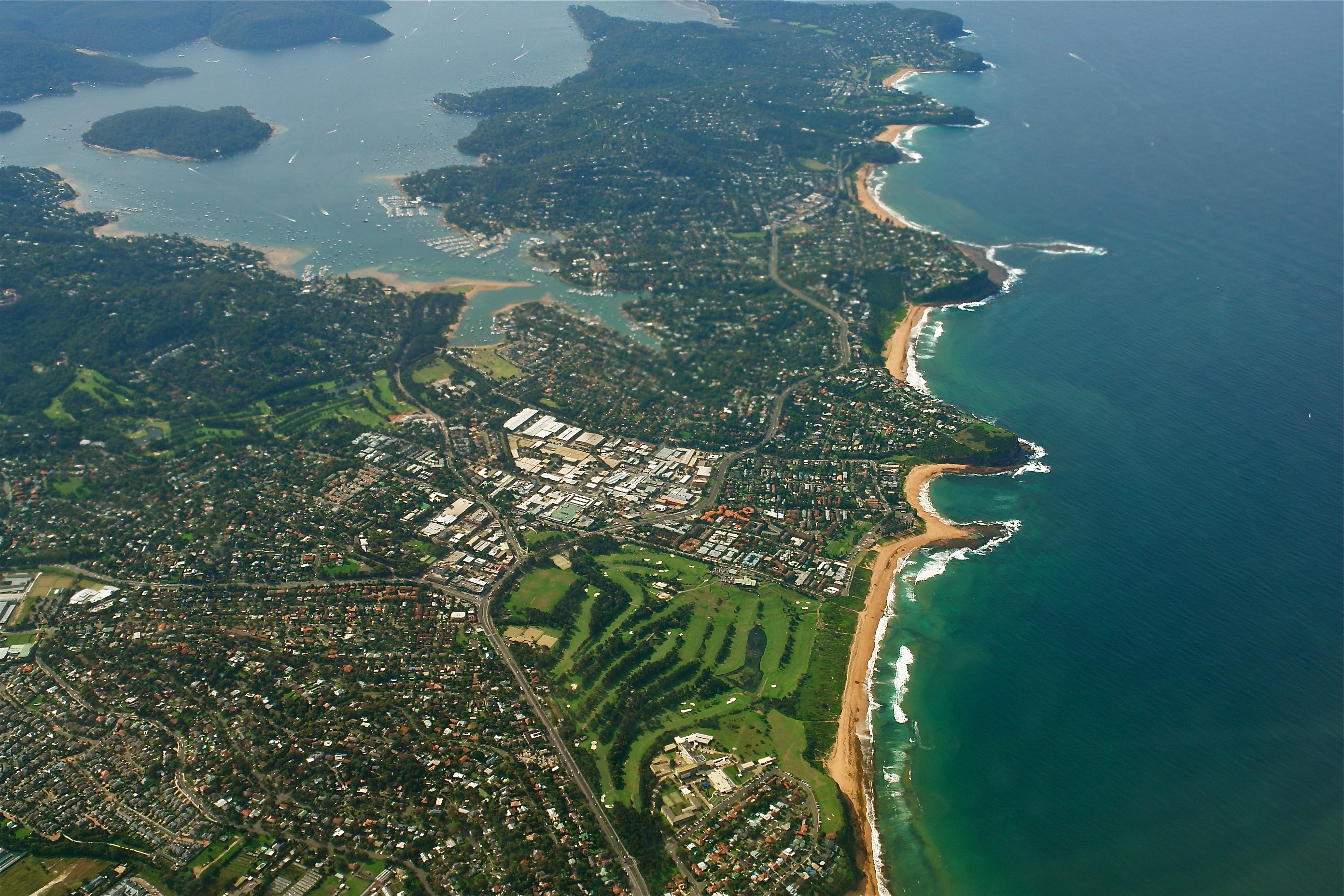
Visione aerea di una parte delle Spiagge settentrionali di Sydney con Pittwater e la Scotland Island (Isola Scozia) sulla sinistra

- Avalon
- Bayview
- Bilgola
- Bilgola Plateau
- Careel Bay
- Church Point
- Clareville
- Coasters Retreat
- Elanora Heights
- Elvina Bay
- Mackerel Beach
- Morning Bay
- Ingleside
- Lovett Bay
- Mona Vale
- Narrabeen North
- Newport
- Palm Beach
- Scotland Island
- Warriewood
- Whale Beach